# Бакінгемшир
Ба́кінгемшир (англ. Buckinghamshire, МФА /ˈbʌkɪŋəmʃə/ або /ˈbʌkɪŋəmʃɪə/) — графство в Англії.
Мілтон-Кінз входить до церемоніального графства Бакінгемшир, але є окремою адміністративною одиницею.
Основу економіки графства складає сфера послуг.

## Адміністративний поділ
До складу графства входять 4 неметропольні райони та 1 унітарна одиниця Мілтон-Кінз.
|  | 1. Саут-Бакс 2. Чилтерн 3. Віком 4. Ейлзбері-Вейл 5. Мілтон-Кінз |